# 穆塔瓦
穆塔瓦，是巴基斯坦信德省和印度古吉拉特邦的穆斯林社團。

## 歷史與起源
他們源自古莱什阿拉伯人，隨穆罕默德·伊本·卡西木征戰信德王國來到南亞，定居在海德拉巴。

## 現狀
他們分為多個氏族，各氏族地位平等與實行內婚制。
他們的職業是養牛，定期把牲口帶到市場出售。